# Keisha Buchanan
Keisha Buchanan (ur. 30 września 1984 w Londynie) – brytyjska wokalistka. Współzałożycielka i była członkini popowego zespołu Sugababes.
Buchanan urodziła się w Londynie, w rodzinie pochodzącej z Jamajki. Z Mutyą Bueną i Siobhán Donaghy założyła zespół Sugababes. W 2009 roku Buchanan została zastąpiona w zespole przez Jade Ewen.